# 東寶里

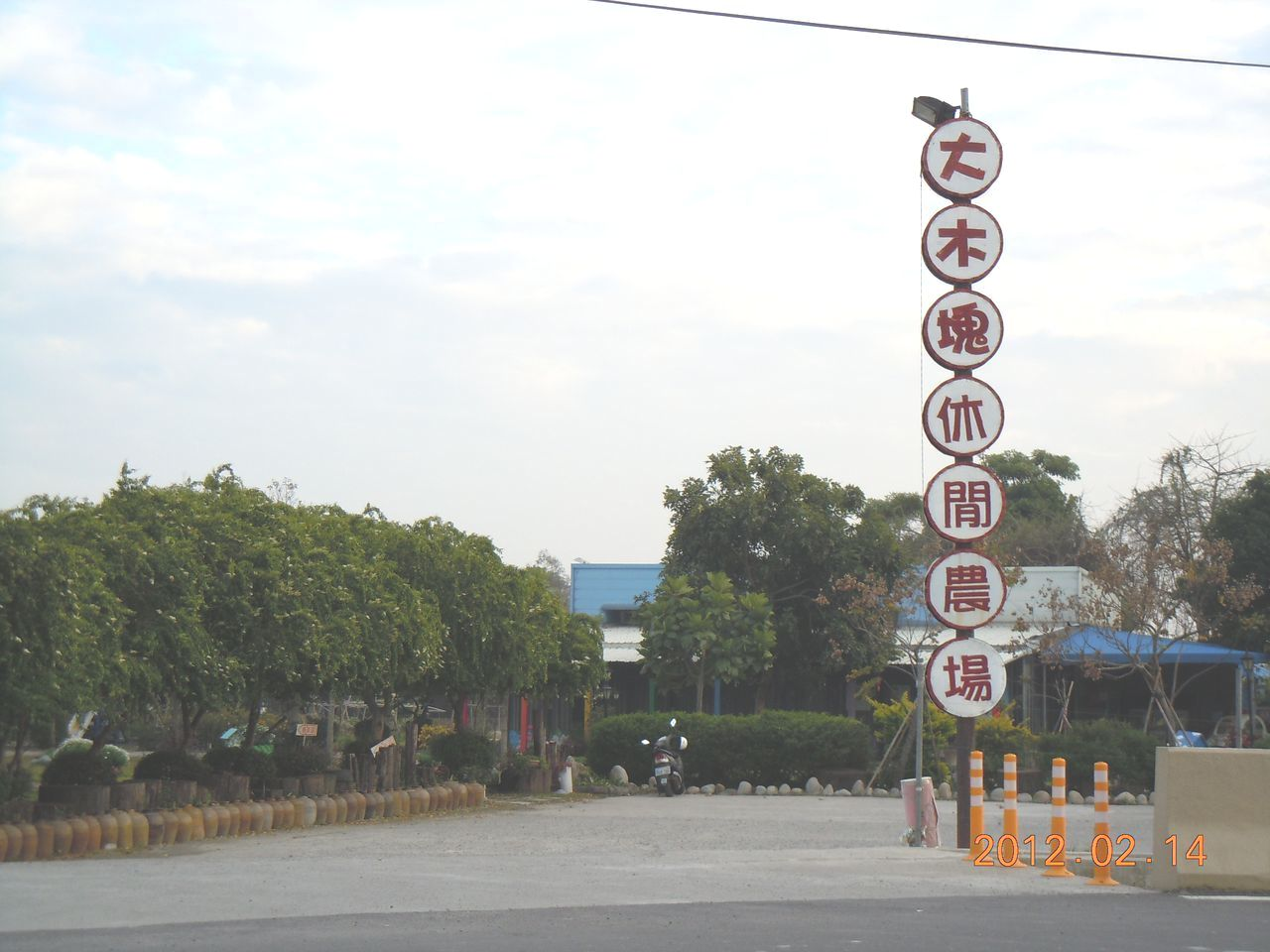
位在東寶里大富路上的大木塊休閒農場

東寶里，舊稱「東員寶」，前身「東寶村」，位於臺灣臺中市潭子區西南部，面積約3.3902平方公里，人口約有1.4萬人，為潭子區人口最多的里。東以葫蘆墩圳三十五張分線與甘蔗里、潭秀里為界，北大致以十一張圳與大豐里、大富里為界，西與大雅區西寶里相鄰，南與北屯區同榮里、仁美里相鄰。

## 歷史
東寶里在清治時期稱為員寶庄。日治時期明治31年（1895年）9月8日，將潭仔墘、瓦瑤仔、頭家厝、甘蔗崙、東員寶、茄志角、聚興等村落，設立東員寶區，任命員寶庄出身的林瑞麟出任區長。另外大埔厝、牛埔仔、校栗林等村落，收編於三角仔區。大正元年（1912年）5月，東員寶區及三角仔區合併收編為潭仔墘區；中華民國接管臺灣後，東員寶區分開為潭子鄉東寶村與大雅鄉西寶村。2010年12月25日，臺中縣市合併，改為東寶里。

## 地名由來
東寶里主聚落原名「東員寶」。「員寶」地名由來有兩種說法：一為昔日八寶圳抵此完畢，而閩南語「完」與「員」同音；另為當年開發初期，發現許多卵石形如「元寶」而得名。

## 宗教與民俗

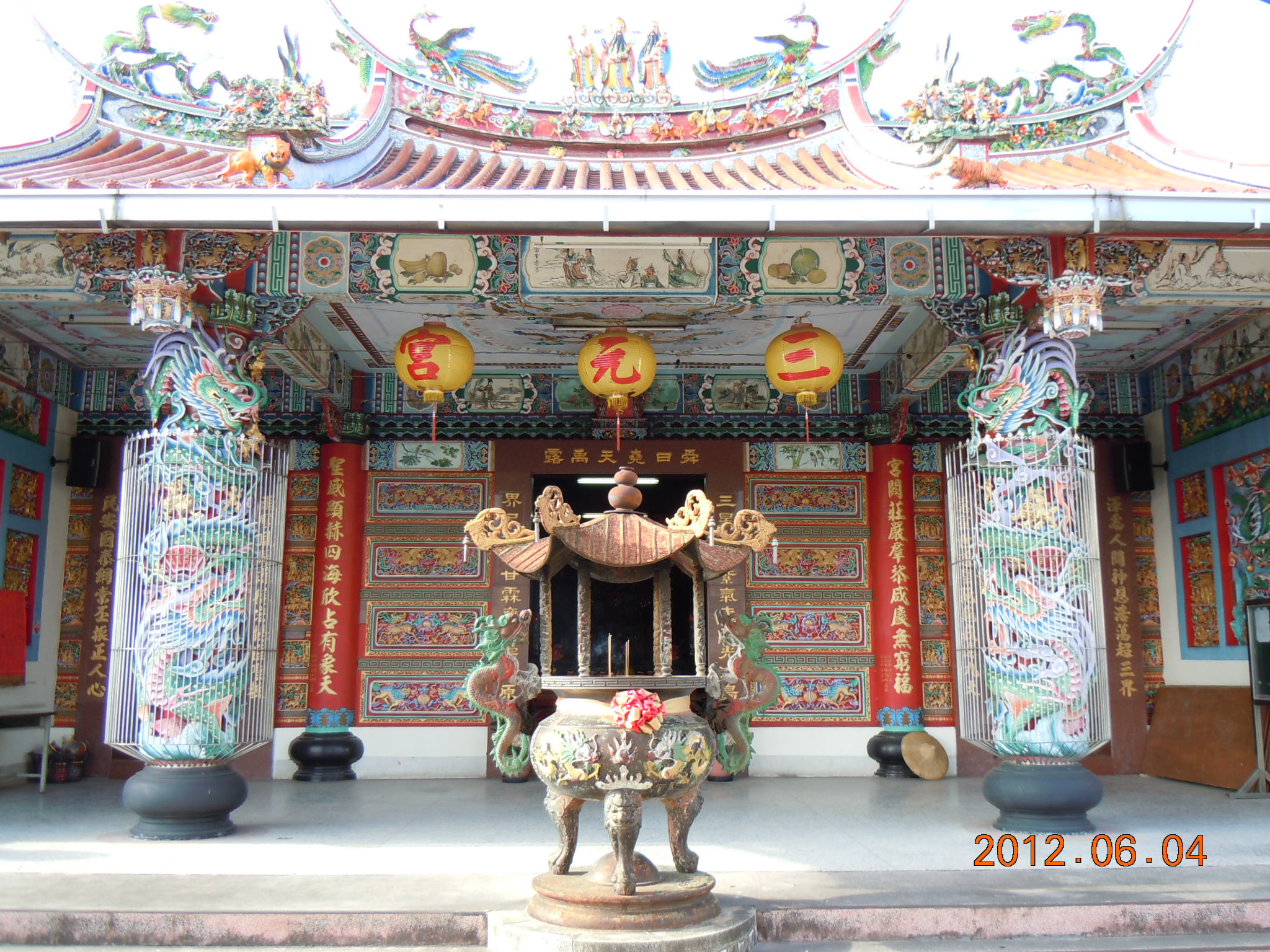
東寶三元宮奉祀三官大帝。

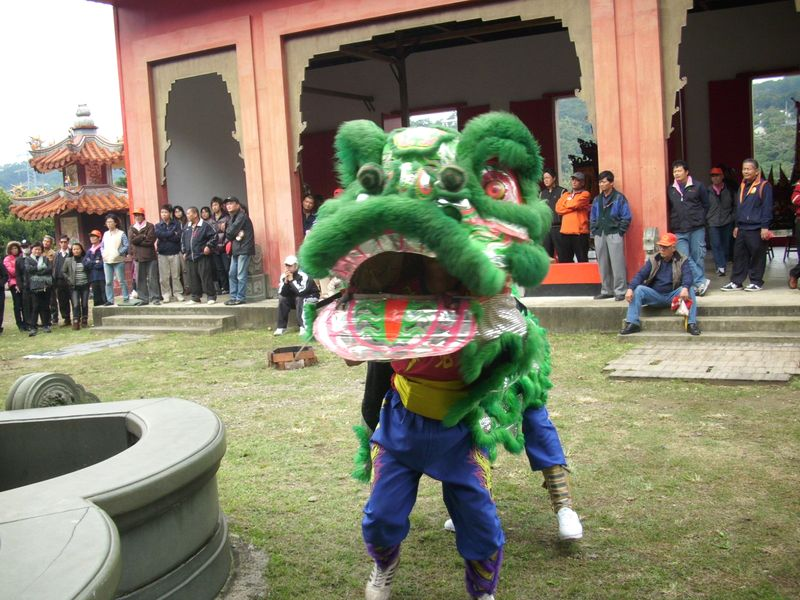
位在臺中市潭子區的拳兒兩廣醒獅團。

- 三元宮
- 福寧宮
- 原福祠福德廟
- 社公祠福德廟
- 拳兒兩廣醒獅團

## 著名景點
- 大木塊休閒農場[6]